# 清乾隆漢滿文御碑
清乾隆漢滿文御碑是指乾隆帝為表彰將軍福康安平定臺灣林爽文之亂，於乾隆五十二年（西元1787年）下詔刻製，並於次年表揚的十座頌德碑。該組石碑呈長方形，每座石碑四面設有碑文，其中四面為漢文，四面為滿文，兩面為漢滿並列，均設於贔屭基座上。
目前，共有九座御碑及其贔屭基座展示於臺南市赤崁樓，並被列為臺南市文化資產中的一般文物。另一座御碑則以「福康安紀功碑」之名收藏於嘉義市的嘉義公園，被列為嘉義市文化資產。該碑對應的贔屭基座則由臺南南廠保安宮收藏，作為「白蓮聖母」供奉。

## 由來

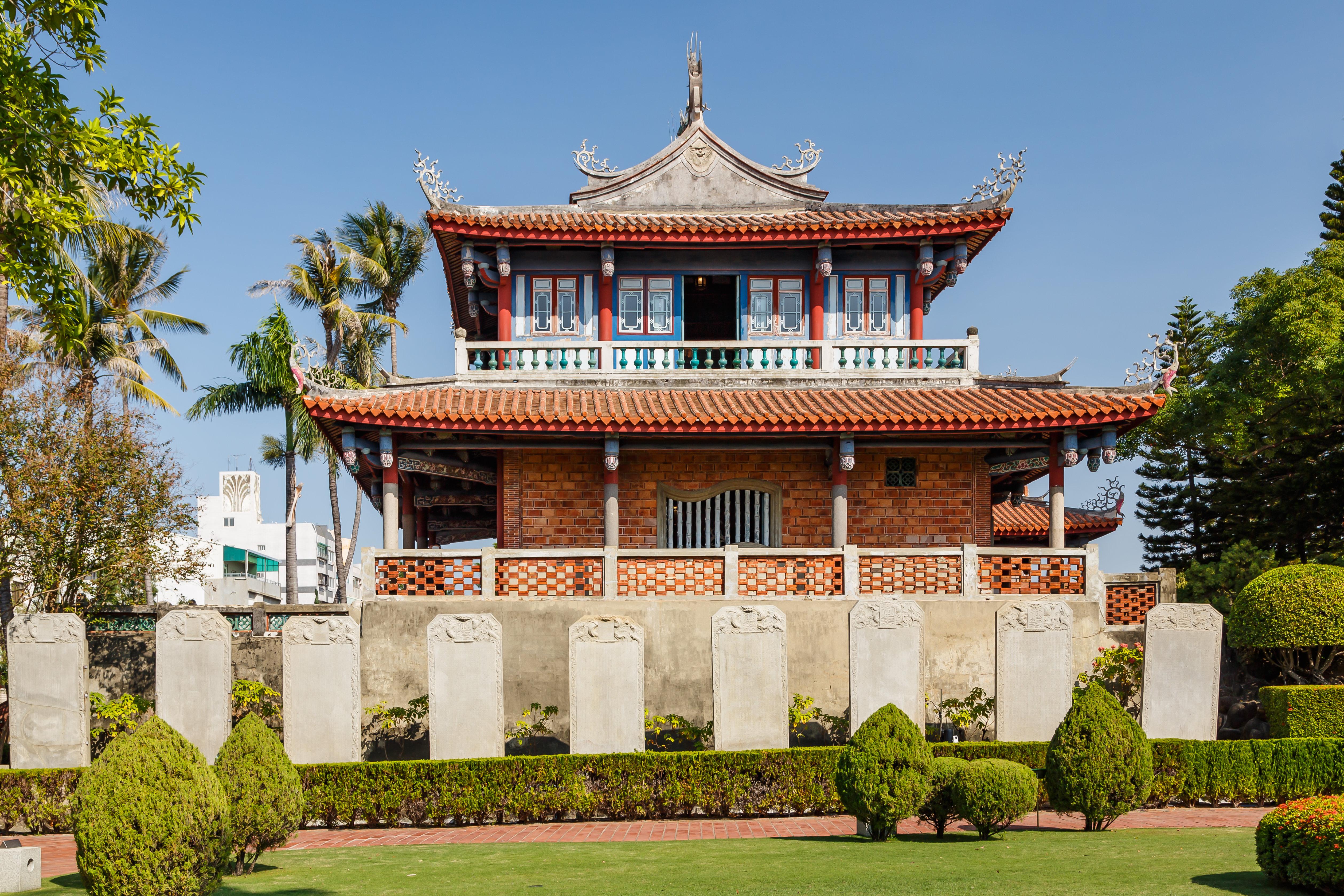
置放於赤崁樓前的漢滿文御碑。

乾隆五十二年（西元1787年）冬，福康安率軍從鹿港登陸，擊敗圍困諸羅城的林爽文軍。平定後，乾隆皇帝御文五篇發交臺灣建立十座碑，其中生祠碑以滿、漢文字合璧，分刻一式二通。
這批御碑最終自烈嶼運抵臺南府城福安坑水門口，九座御碑被安置於山仔尾福康安生祠（今南門路至建業街一帶）。但運送途中因操作不慎，一尊贔屭基座不慎落入鯤鯓湖中，因其重達千斤以上，當時缺乏起重設備，無法打撈。清朝官員隨即當地砂岩仿製一尊贔屭基座代替，並將該御碑分贈給至諸羅縣，置於原諸羅縣城龍王廟（今嘉義東門町派出所）水池西側的福康安生祠。
設置於臺南市的贔屭碑首次遷移於臺灣日治時期，明治44年（西元1911年），歸因臺南廳農會在臺南市柱仔行街附近開闢新農園，由於原福康安生祠已損毀，因此將九碑所在地劃入園區範圍。移至農園道路北側南向排列，雖然碑的位置變動不大，但排列方式從清朝時期陳列方式改為一字排開形式。昭和5年（西元1930年），贔屭碑進行第二次遷移。此次遷移的目的是為整治寧南門周邊區域，規劃成小型公園，且適逢臺灣文化三百年紀念會，總督府決定將贔屭碑移至大南門甕城，於1935年公開展示。
民國50年（1961年），時任臺南市長辛文炳為籌備鄭成功復臺三百週年紀念活動，鑑於九座贔屭碑具有重要歷史價值，決定將其從寧南門遷移至赤崁樓展出。當時寧南門周邊違建棚戶林立，城門通道僅餘一線，石碑被擠壓在棚戶後方，搬運極為不便。為便於石碑移出，決定在進學街一側城牆開闢約三公尺的缺口。此次搬遷工程費用共計兩萬元。此後，九座贔屭碑便長期安置於赤崁樓展示。
由於長期暴露於戶外，九尊石碑已面臨風化損壞的風險，包括贔屭馱碑部分傾斜下陷等問題。臺南市文化局近年來已開始評估其移置室內展示。同時委託外界執行贔屭碑體表面加固及預防性保存計畫。
嘉義御碑部分，自1906年梅山地震後，碑身與基座就暫遷新榮路慶昇戲院（今慶昇醫院）前。今址設立於嘉義公園大門進圓形圍繞路徑區域。

## 御碑
漢滿文御碑由乾隆帝親自撰寫，其碑身高度約3.1公分、寬度約1.4公分、厚度共8公分，其石材由福建地區出產的花崗岩御製而成，碑文共包含五篇詩文，其中四篇以滿、漢兩種文字各刻一次，部分碑文則以漢滿合璧的形式呈現，其詩文共計五篇、「御製平定臺灣二十功臣像贊序」、「御製福康安奏報生擒莊大田紀事語」、「御製平定臺灣告成熱河文廟碑文」、「御製剿滅臺灣逆賊生擒林爽文紀事語」及「命於臺灣建福康安等功臣生祠詩以誌事」。
此十座御碑共包括：
- 御製平定臺灣二十功臣像贊序（滿文）[12]
- 御製平定臺灣二十功臣像贊序（漢文）[13]
- 御製福康安奏報生擒莊大田紀事語碑（滿文）[14]
- 御製福康安奏報生擒莊大田紀事語碑（漢文）[15]
- 御製剿滅台灣逆賊生擒林爽文紀事語碑（滿文）[16]
- 御製剿滅台灣逆賊生擒林爽文紀事語碑（漢文）[17]
- 御製平定臺灣告成熱河文廟碑（滿文）[18]
- 御製平定臺灣告成熱河文廟碑（漢文）[19]
- 命於臺灣建福康安等功臣生祠詩以誌事碑（滿漢文、兩尊）[20]

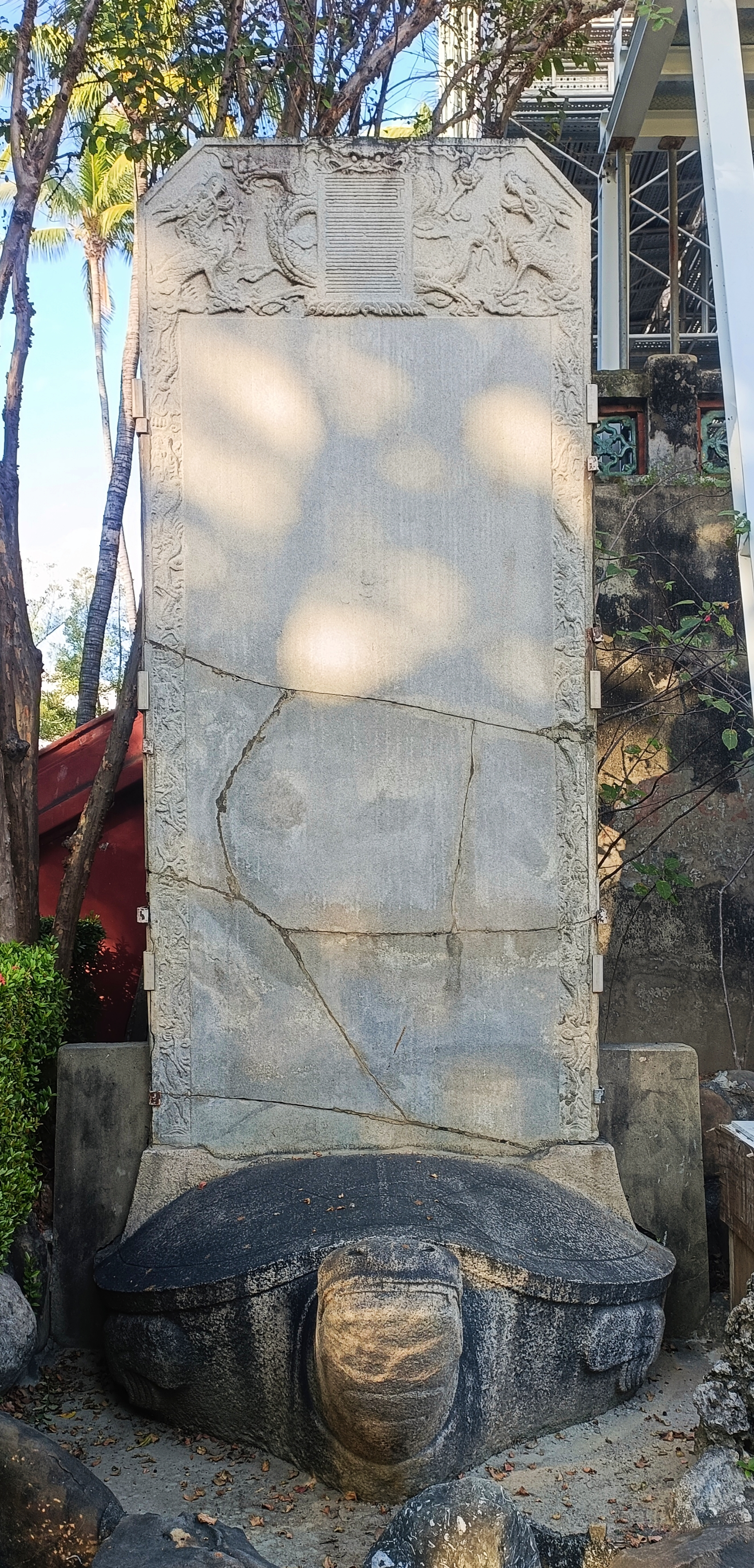
御製平定臺灣告成熱河文廟碑（滿文）
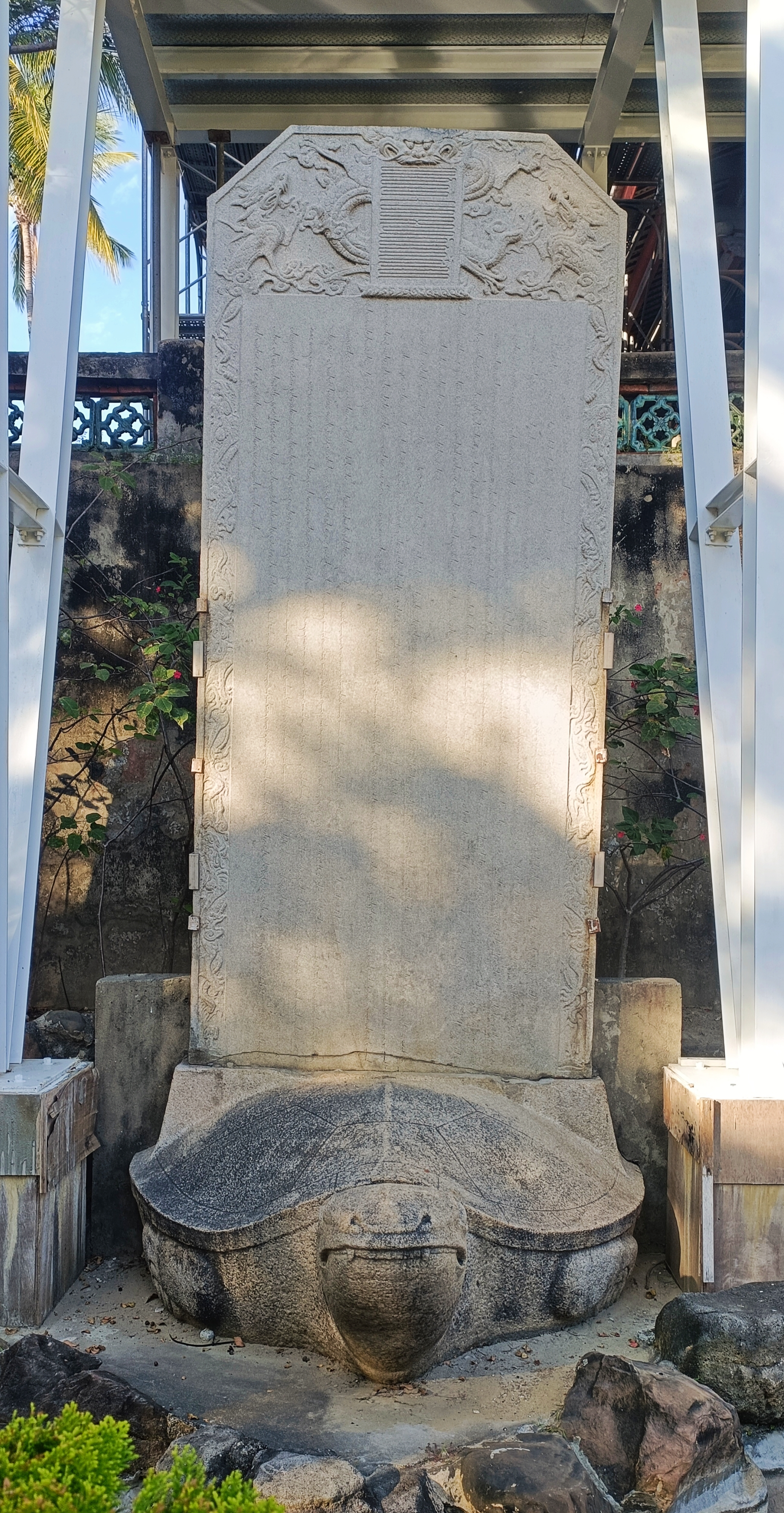
御製平定臺灣二十功臣像贊序（滿文）
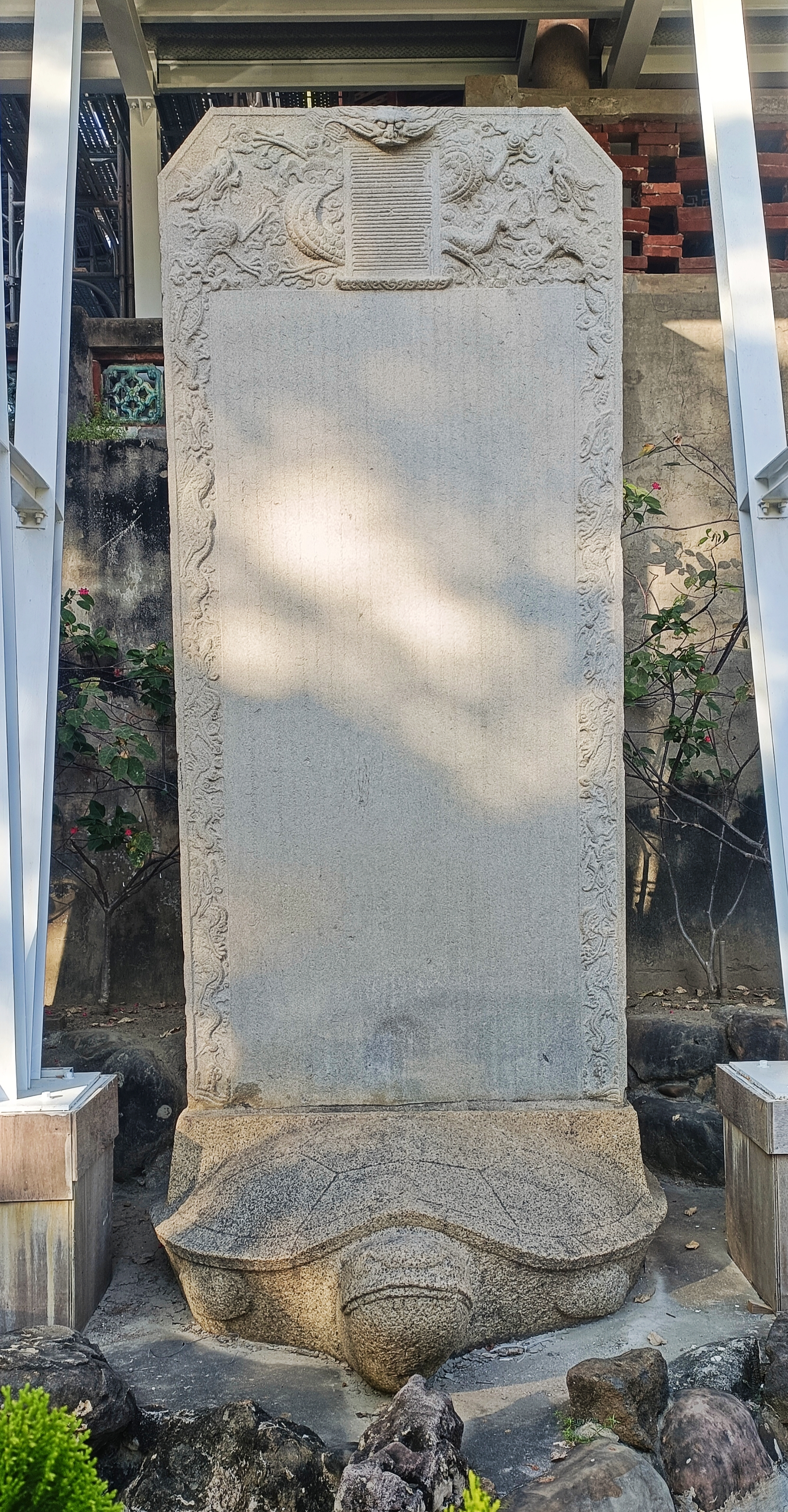
御製剿滅台灣逆賊生擒林爽文紀事語碑（滿文）
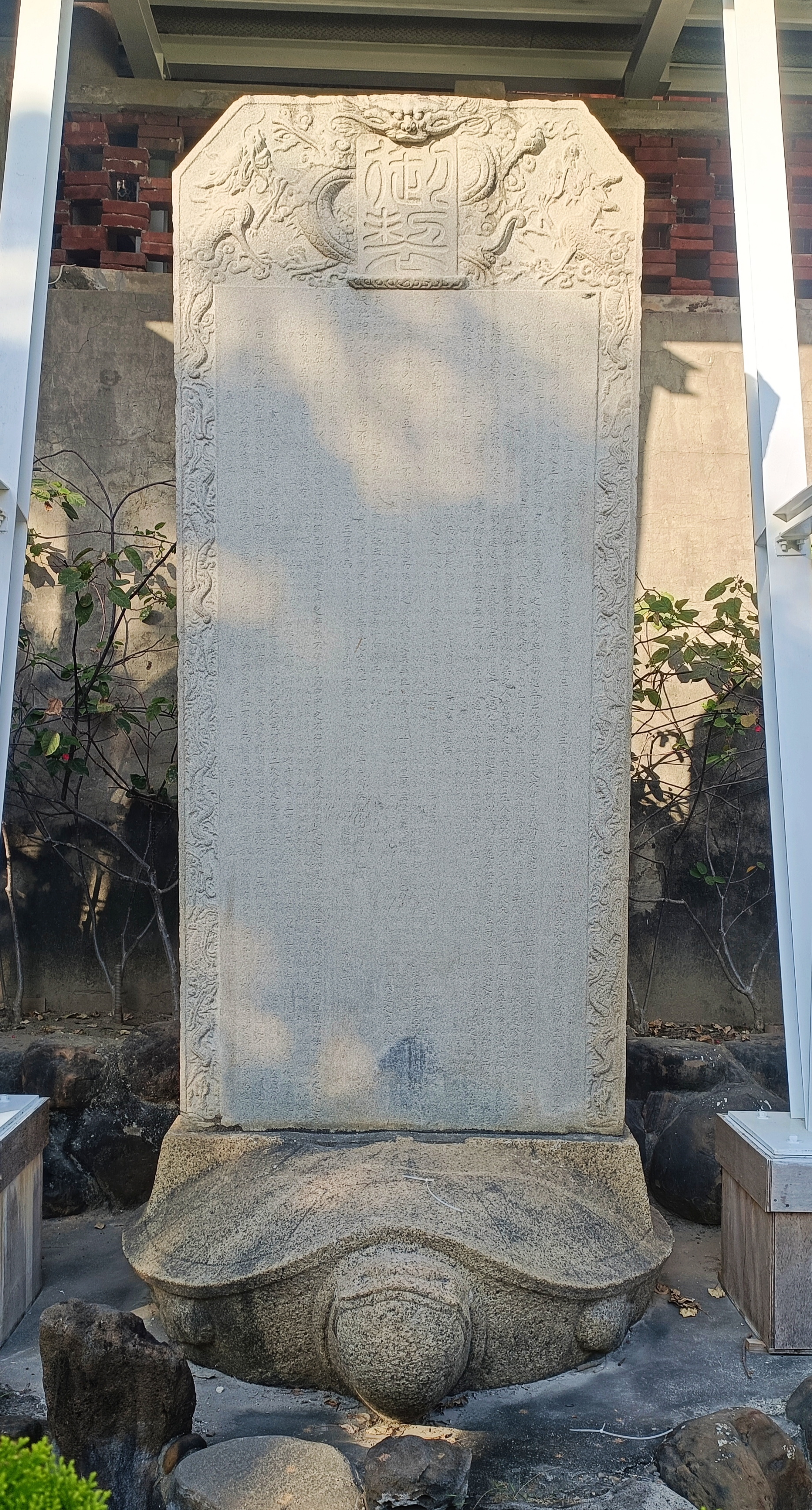
御製剿滅台灣逆賊生擒林爽文紀事語碑（漢文）
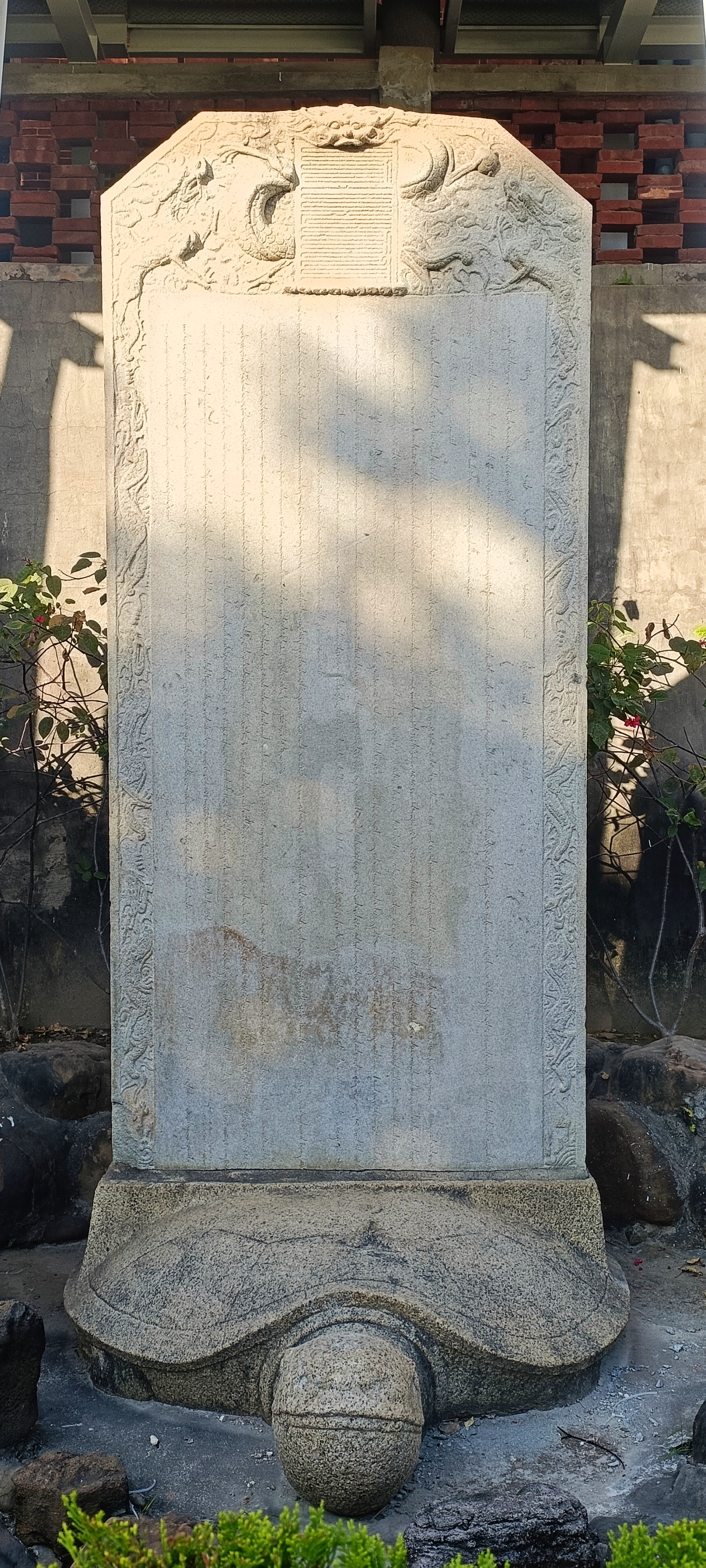
御製福康安奏報生擒莊大田紀事語碑（滿文）
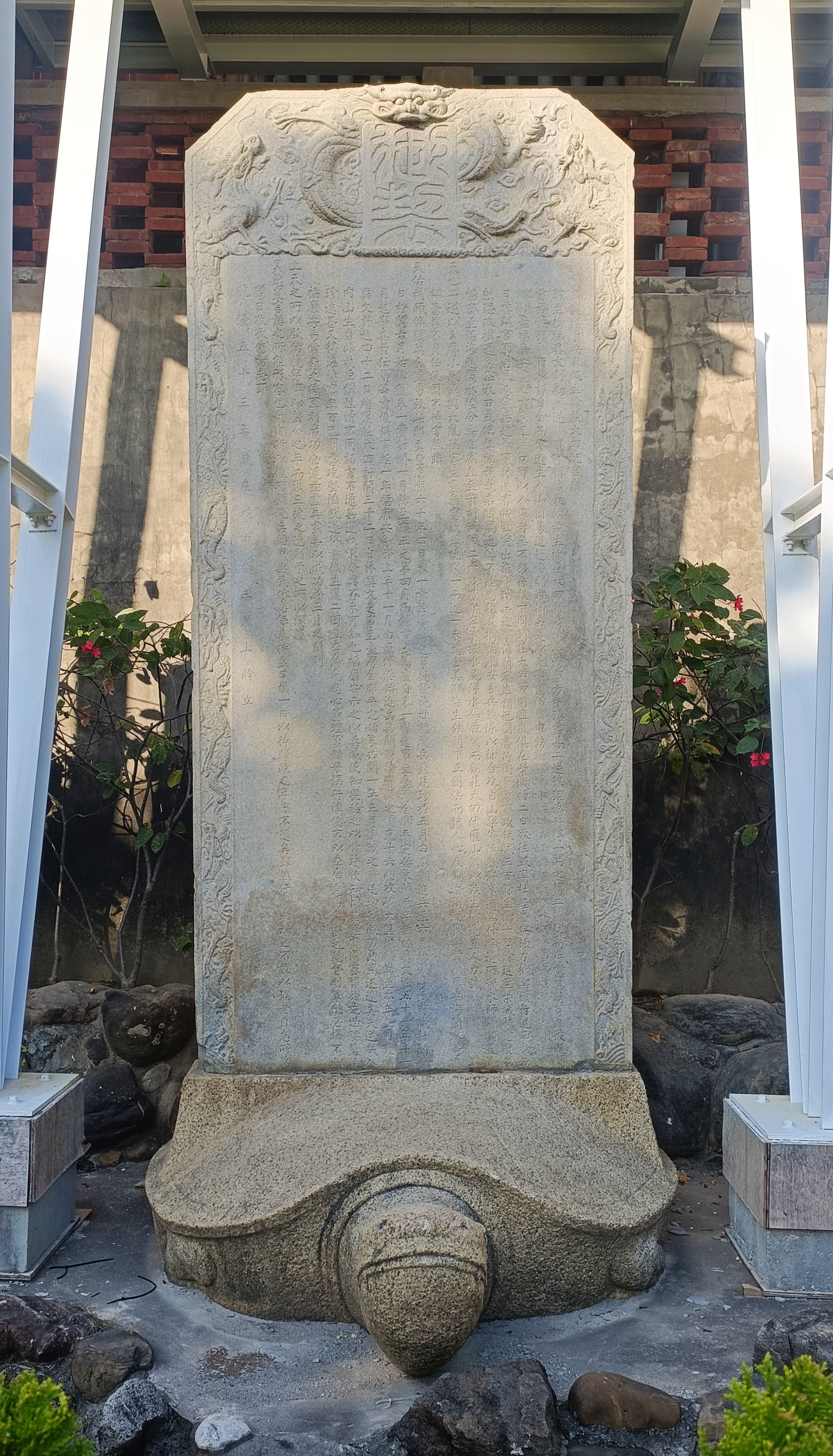
御製福康安奏報生擒莊大田紀事語碑（漢文）
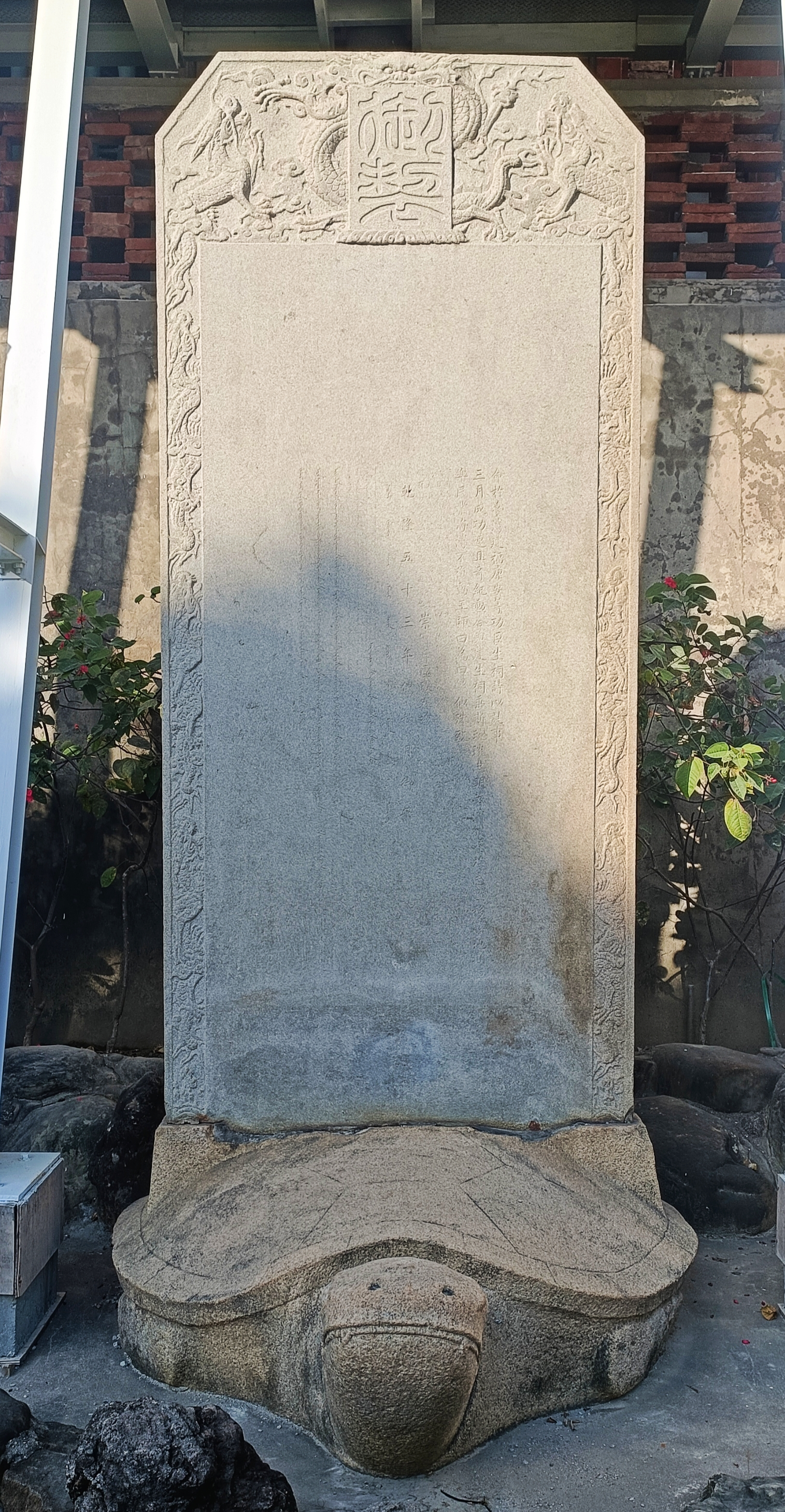
命於臺灣建福康安等功臣生祠詩以誌事碑（臺南）
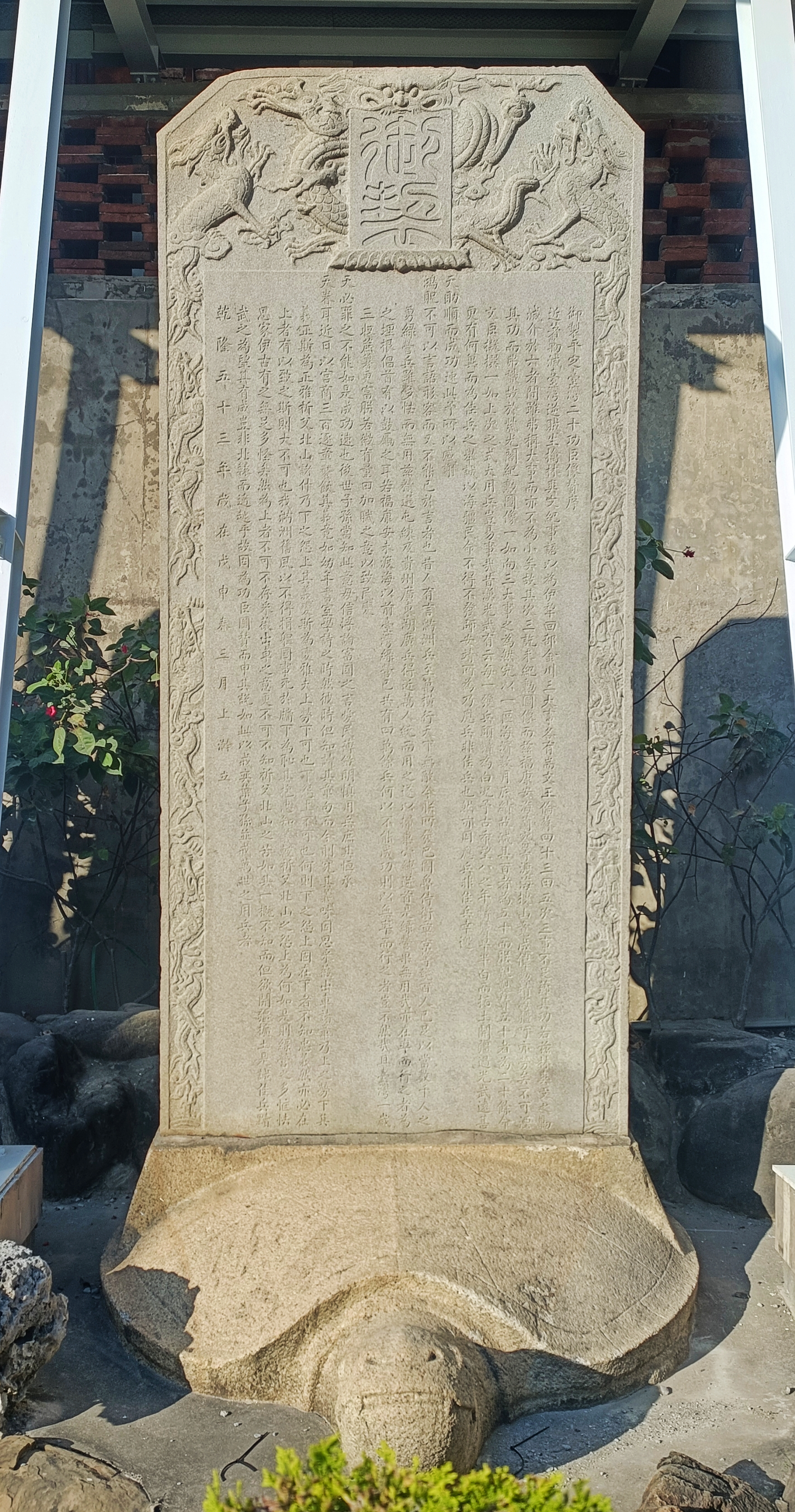
御製平定臺灣二十功臣像贊序（漢文）
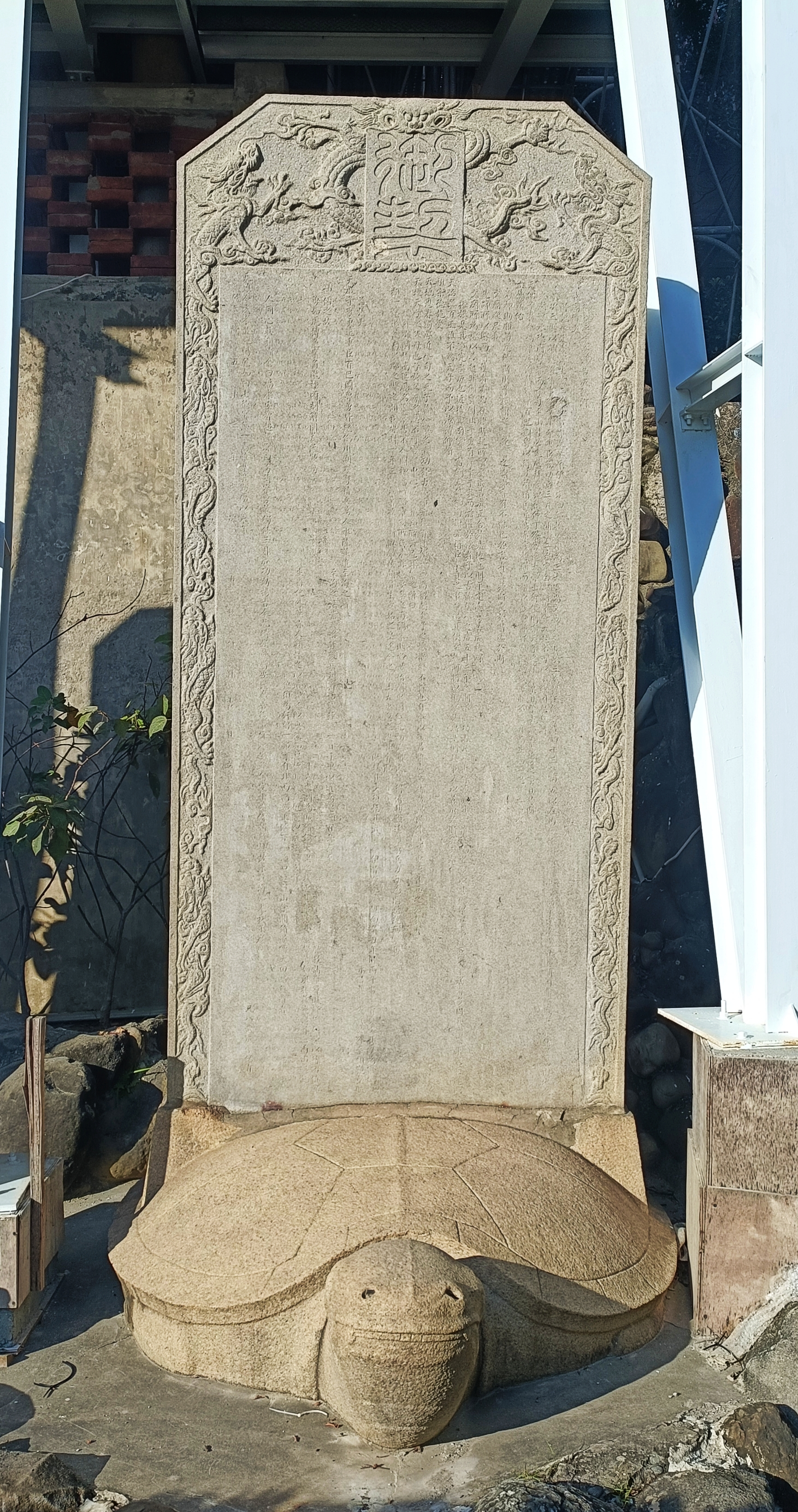
御製平定臺灣告成熱河文廟碑（漢文）
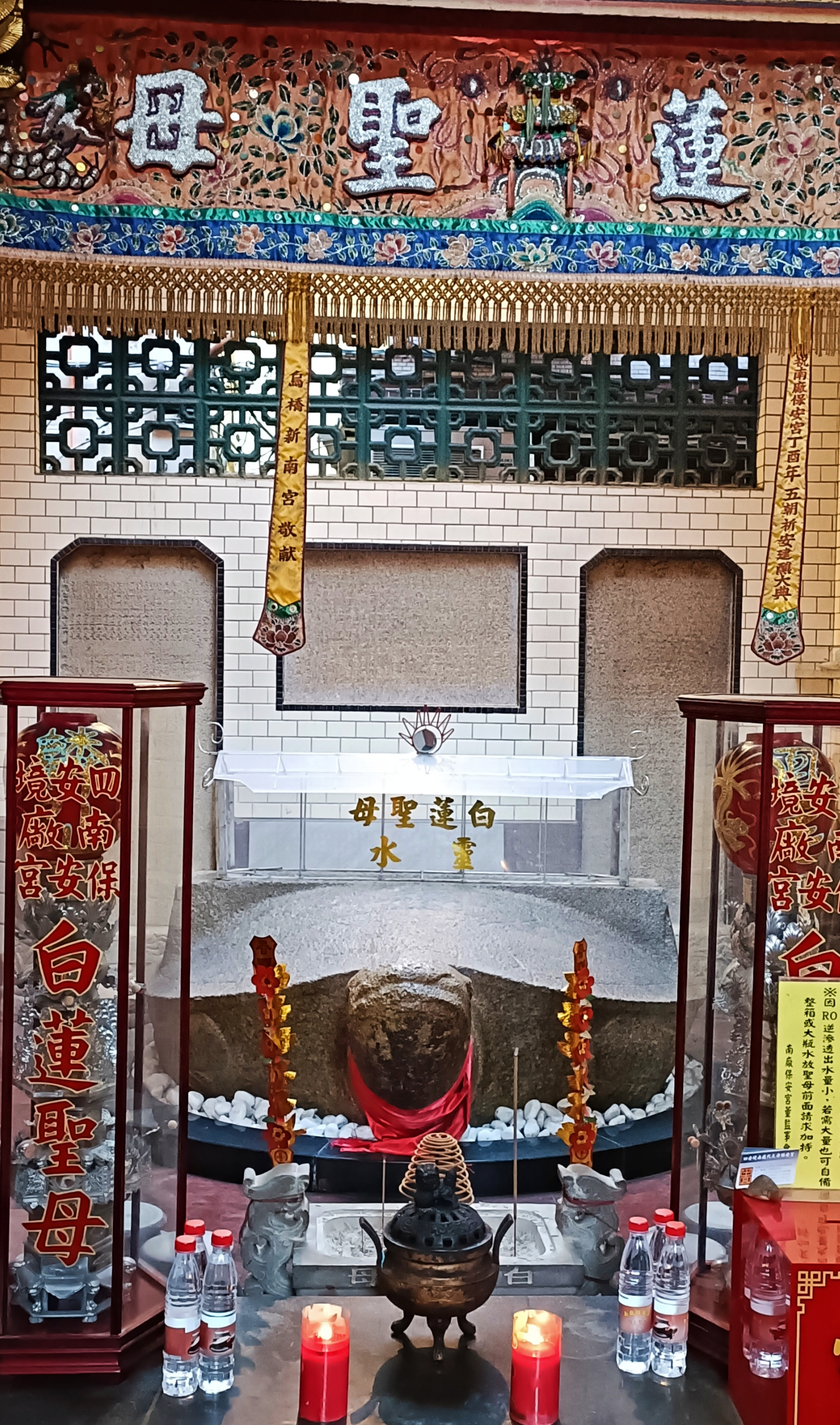
南廠保安宮贔屭像基座
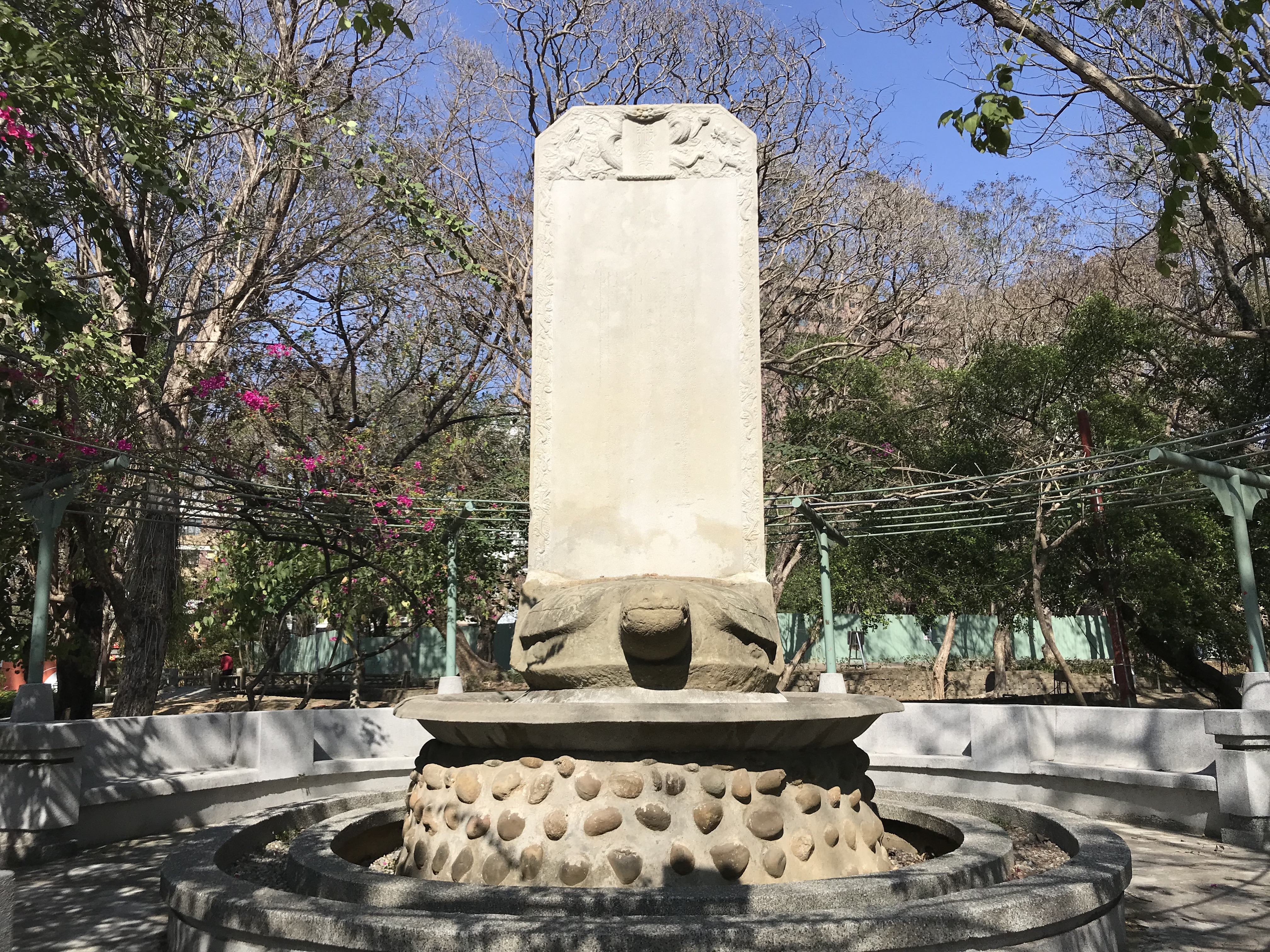
命於臺灣建福康安等功臣生祠詩以誌事碑（嘉義）

## 贔屭基座

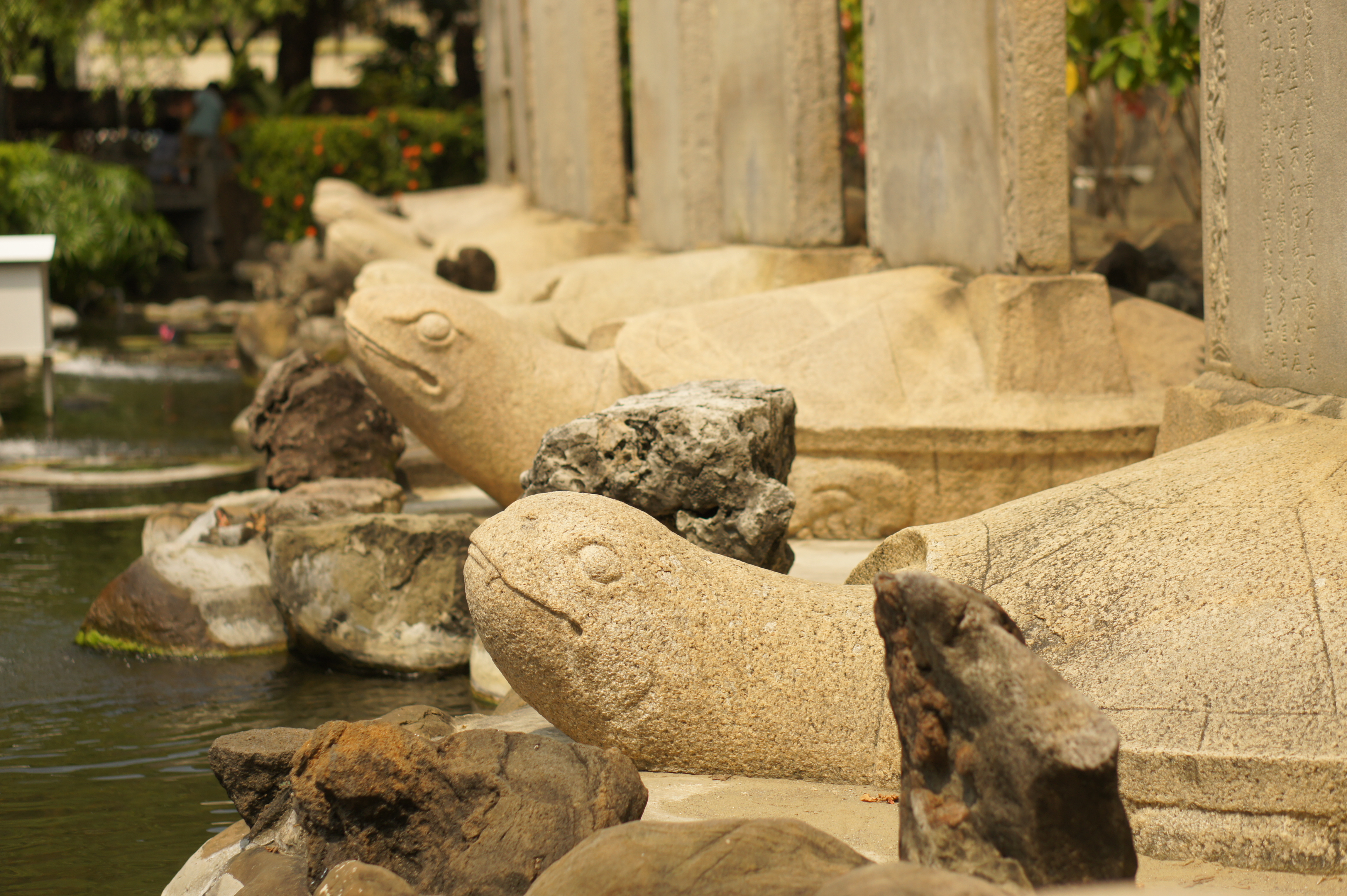
赤崁樓的贔屭基座近景。

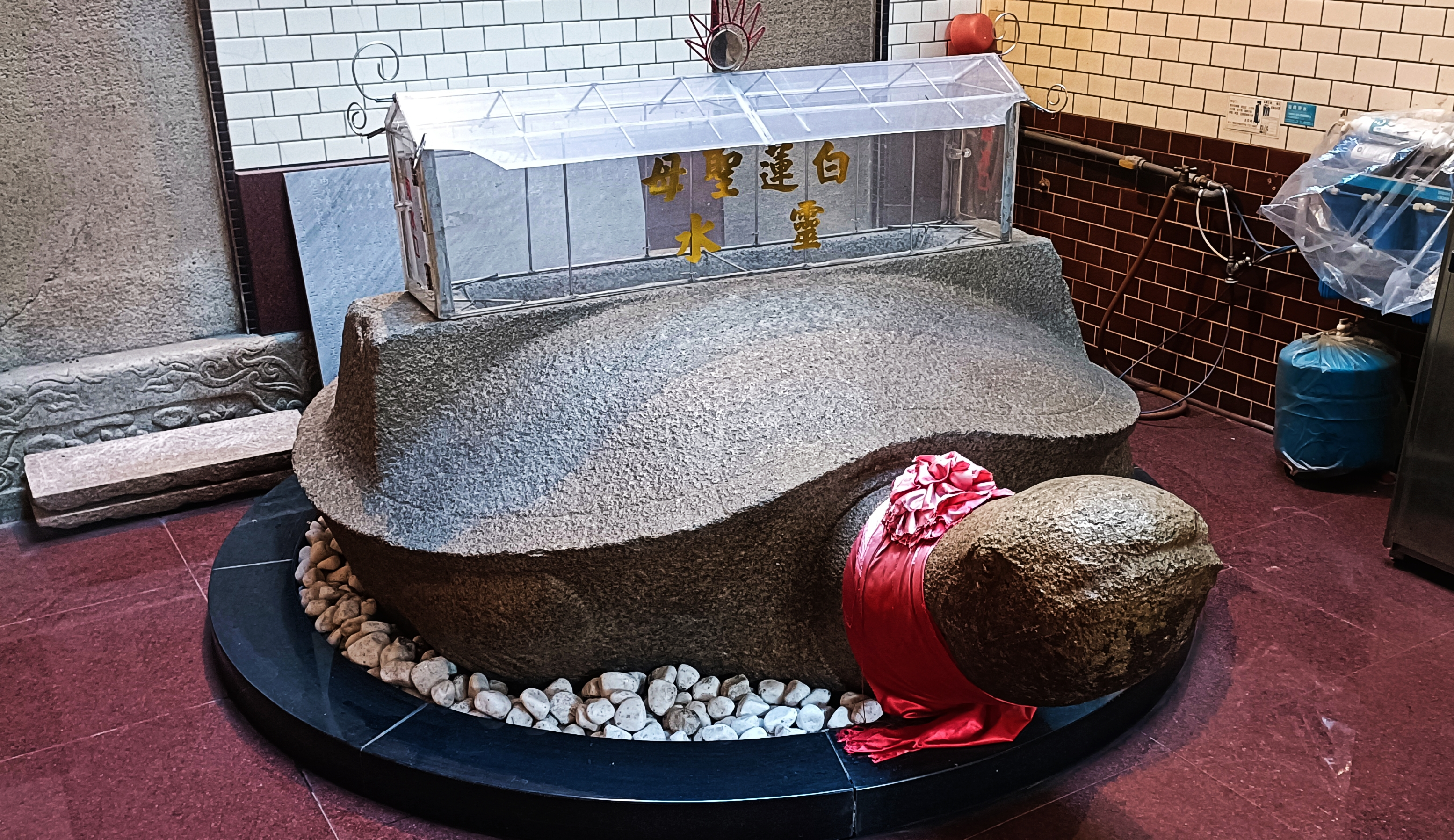
位於南廠保安宮的贔屭基座。

漢滿文御碑的贔屭基座與石碑通體採用花崗岩材質，基座上預留有長約兩尺、寬四寸、深五至六寸的凹槽，用以穩固石碑。目前現存的贔屭基座共計11尊，其中九尊位於赤崁樓，一尊仿製砂岩基座安置於嘉義公園。
當年墜入海中的第十尊贔屭基座因久埋於海中，隨臺江逐漸淤積，所在的海域逐漸形成鱼塭，沉石處因此得名「石龜」，1911年，臺南廳決定將所有妓院集中於新町，遂填平該處魚塭，以供建築之用。沉於水底多年的贔屭基座因此被取出放置於南廠保安宮。另一民間傳說相傳該贔屭具靈性，導致魚群不見蹤影，甚至夜間會有異光浮現。當地居民向廟中王爺神請示後，決定僱工將贔屭基座挖掘出來。
不久，謠傳此石龜背部的溝槽中積水，具有神奇療效，能治百病，因而引來眾多迷信的信徒膜拜，居民認為白蓮聖母附身贔屭基座，廟方因而將贔屭像溝槽處放置清水，供信眾乞求並尊稱其為「白蓮聖母」，移至廟中供奉。隨著信仰熱潮升溫，臺南州廳認為此舉過於迷信，遂下令巡查將石龜遷入廟內東側。並禁止民眾取水供奉，隨後更委派林、陳兩位參事協調，將贔屭搬入附近農場安置。。不久後，巡查人員接連生病，傳言是石龜顯靈譴責，遂再次將其遷回廟口。戰後，石龜又被遷至廟後殿埕。

## 另見
- 十全武功
  - 《十全武功记》
- 平定準噶爾勒銘碑
- 臺江內海

## 外部連結
- 乾隆御製碑 - 臺灣記憶 （页面存档备份，存于）